# حركة حقوق المعاقين

علم الإعاقة يمثل حقوق الأشخاص ذوي الإعاقة.

حركة حقوق المعاقين هي حركة اجتماعية وعالمية لضمان تكافؤ الفرص، والمساواة في حقوق المعاقين.
تتكون هذه المنظمة من مجموعة منظمات حول العالم يتشارك الناشطون فيها الأهداف والمطالب المتماثلة، كتأمين الإتاحة والسلامة في المنشآت المعمارية، والنقل، والأماكن الأخرى، ووجود فرص متساوية في العمل، والتعليم، والإسكان، والتخلص من مواقف الإساءة، والإهمال، وانتهاكات الحقوق الأخرى، ويعمل ناشطو هذه المنظمة على كسر الحواجز الجسدية والمجتمعية والمؤسسية التي تمنع المعاقين من العيش كبقية المواطنين.

## حواجز الإعاقة
يقترح النموذج الاجتماعي للإعاقة أن الإعاقة سببها طريقة تنظيم المجتمع، وليس النقص الموجود عند المعاق، فالحواجز الموجودة في المجتمع تعود لقدرة المعاق على اجتياز حاجز معين، وعندما تُزال هذه الحواجز سيستطيع المعاقون الاعتماد على أنفسهم، وسيحصلون على المساواة.
توجد ثلاثة أنماط رئيسة من الحواجز:
1. الحواجز أثناء المواقف: تحدث عندما لا يرى الأشخاص المحيطون إلا الإعاقة عند التواصل مع شخص معاق، تُلاحظ هذه المواقف عبر التنمّر، والتحامُل، والخوف، ووجود توقعات أقل من المعاقين، ويتداخل هذا النوع من الحواجز مع جميع أنواع الحواجز الأخرى. تكون هذه المواقف تجاه المعاقين في البلدان ذات الدخل المنخفض والمتوسط أسوأ.
2. الحواجز البيئية: تُسبب البيئات التي يصعب الوصول إليها (طبيعية كانت أو مباني) صعوبات وحواجز أمام محاولة المعاقين الاندماج.
3. الحواجز المؤسسية: بما فيها القوانين، والسياسات، والممارسات، والاستراتيجيات التي تميز بشكل سلبي المعاقين، مثلًا وبحسب دراسة شملت خمسة بلدان في جنوب شرق آسيا، لا تحمي قوانين الانتخاب الحقوق السياسية للمعاقين، في حين أن بعض البنوك لا تسمح للمعاقين بصريًا من فتح حسابات فيها. توجد قوانين مقيّدة للمعاقين في بعض البلدان، لا سيما ذوي الإعاقة العقلية، أو النفسية الاجتماعية.
تشمل الحواجز الأخرى ما يلي: الحواجز الذاتية (فقد تؤدي التوقعات المنخفضة من المعاقين إلى تقليل ثقتهم بنفسهم وتطلعاتهم تجاه المستقبل)، وعدم كفاية البيانات والإحصاءات، وعدم مشاركة المعاقين والتشاور معهم.

## قضايا

### الأشخاص المصابون بإعاقات جسدية
يعد الوصول إلى الأماكن العامة كشوارع المدينة، والمباني العامة ودورات المياه من بين التغيرات الأكثر وضوحًا التي حدثت خلال العقود الأخيرة من أجل إزالة الحواجز المادية، ومن التغيرات الملحوظة في بعض بلدان العالم أيضًا تركيب المصاعد، والأبواب الأوتوماتيكية، والأبواب والممرات الواسعة، ومصاعد العبور، ومنحدرات الكراسي المتحركة، وحواف الأرصفة المائلة، والتخلص من السلالم غير الضرورية حيث لا تتوفر المصاعد، ما سمح للأشخاص المقعدين الذين يستخدمون الكراسي المتحركة بالتنقل على الأرصفة والنقل العام بسهولة وأمان.

#### الأشخاص المصابون بإعاقات بصرية
كثيرًا ما يتعرض الأشخاص المصابون بعوز رؤية الألوان (CVD) لصعوبات بسبب عدم قدرتهم على تمييز ألوان معينة، وقد طوّر البروفيسور ميغيل نيفا من جامعة مينهو في البرتغال نظامًا من الرموز هندسية الشكل والمعروفة باسم الكولوراد في عام 2010 للإشارة إلى الألوان للأشخاص الذين يجدون صعوبة في تمييزها، وتبنّته العديد من الشركات لتعزيز مبيعاتها.

### الأشخاص المصابون بإعاقات تطورية
يركز المدافعون عن حقوق الأشخاص المصابين بإعاقات تطورية جهودهم من أجل الحصول على قبول هذه الفئة في القوى العاملة، والأنشطة، والفعاليات اليومية التي غالبًا ما استُبعدوا منها، وعلى عكس العديد من حركات حقوق المعاقين جسديًا فقد تطورت قضية حقوق الأشخاص ذوي الإعاقة التطورية ببطء، ولذلك فقد أُنجز الكثير من العمل من قبل باقي الحركات سواء كان من أشخاص معاقين، أو ممن ليس لديهم إعاقة لكن تربطهم علاقة قوية مع شخص معاق. وفي حين قاتل الآباء والأصدقاء والأشقاء من أجل التعليم والقبول، لم يستطع ذوي الإعاقة الإدراكية ذلك.
لا يزال الوعي العام بحركة الحقوق المدنية لهؤلاء الأشخاص محدودًا، ولا تزال الصورة النمطية للأشخاص ذوي الإعاقة التطورية بأنهم مواطنون غير مساهمين يعتمدون على الآخرين، لذلك تركز الحركة هذه الفترة على زيادة الوعي العام من خلال حملة "R-Word" التي يحاولون من خلالها الحد من استخدام العامية لكلمة «إعاقة retard».

### حركة حقوق مرضى طيف التوحّد
هي حركة اجتماعية تؤكد على مفهوم التنوع العصبي، إذ تنظر إلى طيف التوحّد كنتيجة للتغيرات الطبيعية في دماغ الإنسان بدلًا من مرض يجب علاجه، وتؤيد حركة حقوق التوحّد عدة أهداف بما فيها قبول أكبر لسلوكيات التوحّد، والعلاجات التي تركز على التأقلم بدلًا من تقليد أقرانهم غير المصابين بالتوحد، وإنشاء شبكات ومناسبات اجتماعية تسمح للمصابين بالتوحّد بالتواصل الاجتماعي بشروطهم، والاعتراف بجماعة مرضى التوحّد كمجموعة أقلية.
يعتقد دعاة حقوق التوحّد، أو التنوع العصبي بأن طيف التوحّد هو حالة وراثية في المقام الأول، ويجب أن يُتقبّل كتعبير طبيعي عن الجينوم البشري، ويختلف هذا المنظور عن نظرتين غيره، فبحسب المنظور الطبي سبب التوحد هو عيب جيني ويجب معالجته من خلال استهداف جينات التوحد، وبحسب منظور آخر فمرض التوحد ناجم عن عوامل بيئية كاللقاحات.

### الأشخاص الذين يعانون من مشاكل في الصحة العقلية
يركز المدافعون هنا بشكل أساسي على تقرير المصير، وقدرة الشخص على العيش بشكل مستقل.
إن الهدف الرئيس لحركة حقوق الإعاقة هو حصول المعاقين على حياة مستقلة باستخدام رعاية المساعدين مدفوعة الأجر بدلًا من إضفاء الطابع المؤسسي عليها في حال رغب الفرد بذلك، وهو الهدف الرئيسي للحركات الأخرى التي تهتم بالحياة المستقلة والمناصرة الذاتية، والتي ترتبط بقوة مع الأشخاص ذوي الإعاقة الذهنية واضطرابات الصحة العقلية.

### الحصول على التعليم والعمل
يُعد الوصول إلى التعليم والعمل محورًا أساسيًا لحركة حقوق المعاقين، تساعد التقنيات الحديثة المعاقين على التكيف والعمل في وظائف لم يكن باستطاعتهم الحصول عليها مسبقًا، ما ساعدهم على تأمين استقلالهم المادي، وساعد وصولهم إلى الفصول الدراسية على تحسين فرص التعليم واستقلالهم عن الآخرين.

### التخلص من سوء المعاملة والاستغلال
يُعد التحرر من سوء المعاملة والاستغلال وانتهاك حقوق المعاقين من الأهداف المهمة للحركة، يتضمن ذلك إساءة معاملة المعاقين، وإهمالهم، والعزلة غير المناسبة، والاستخدام غير المناسب للقوة أو الانتقام من قبل الموظفين ومقدّمي الخدمات، والتهديدات، والتحرش، وعدم توفير تغذية كافية، وملابس، ورعاية صحية طبية جسدية ونفسية، وعدم توفر بيئة معيشية نظيفة وآمنة، وقضايا هامة أخرى.
تشمل انتهاكات حقوق المعاقين الأخرى عدم الحصول على موافقتهم على العلاجات، أو عدم دعم سرية سجلات العلاج، وتقييد التواصل مع الآخرين، وقيود عديدة أخرى.
وكنتيجة للعمل الذي عملت حركة حقوق المعاقين على إنجازه، أُصدرت تشريعات هامة لحقوق المعاقين في سبعينيات وحتى تسعينيات القرن العشرين في الولايات المتحدة.

## التاريخ

### كندا
قامت مقاطعة أونتاريو (وهي أكبر مقاطعة في كندا) بوضع تشريع «تسهيل الوصول للمعاقين إلى أونتاريو» في عام 2005.
أصبح في عام 2019 تسهيل الوصول قانونًا في كل كندا، وهو أول تشريع وطني لتسهيل الوصول يؤثر على جميع الدوائر الحكومية والهيئات الخاضعة للتنظيم الفيدرالي.

### المملكة المتحدة
صدر في المملكة المتحدة قانون لعام 1995 ينص على أنه من غير القانوني التمييز ضد المعاقين فيما يتعلق بالتوظيف، وتوفير السلع، والخدمات، والتعليم والنقل، وتقدم لجنة المساواة وحقوق الإنسان دعمها لهذا القانون، ويوجد قانون معادل يُطبق في أيرلندا الشمالية من قبل لجنة المساواة في أيرلندا الشمالية.

### الولايات المتحدة
بدأت حركة حقوق المعاقين في ستينيات القرن العشرين، بعد أن شجع قيامها حركات الحقوق المدنية، وحقوق المرأة.
كان عام 1948 نقطة تحول هامة في مسيرة الحركة، فقد قُدّمت دلائل على وجود حواجز مادية وبرمجية أمام المعاقين، وكمثال عن الحواجز وجود فقط السلالم من أجل الدخول إلى المباني، والممرات غير المناسبة لمرور المعاقين، وعدم تناسب وسائل النقل العامة مع قدرة المعاق على التنقل.
قدّم معيار ANSI-Barrier Free (وهي عبارة صاغتها الدكتورة تيموثي نوغنت، وهي الباحثة الرئيسية في الموضوع) دليلًا واضحًا على وجود حواجز هامة أمام المعاقين، وقدم أمثلة عن طرق للتخلص من هذه الحواجز، وقد عمل على هذا المعيار معالجون فيزيائيون، ومهندسون ميكانيكيون حيويون، ومعاقون على مدى أكثر من 40 عامًا، وطُبق هذا المعيار في عام 1959، وطُبّق في مناطق أخرى على مدى واسع عالميًا في أوروبا وآسيا واليابان وأستراليا وكندا في أوائل الستينيات من القرن التاسع عشر.
وقد أصدر قانون إعادة التأهيل الأمريكي في عام 1973، ونصت أقسامه 501 و503 و504 على منع سوء معاملة المعاقين في البرامج والخدمات الفيدرالية، أو التابعة لها، وينص قانون إعادة التأهيل في المادة 504 على أنه «لا يجوز استبعاد أي فرد معاق ومؤهل في الولايات المتحدة بسبب إعاقته»، وكان هذا أول قانون للحقوق المدنية يضمن تكافؤ الفرص للمعاقين.
وبعد الكثير من المسيرات والاحتجاجات في مناطق مختلفة من الولايات المتحدة أُصدر عام 1990 القانون الأمريكي للإعاقة، الذي وفر حماية شاملة للحقوق المدنية للمعاقين، وكان التشريع الأكثر شمولية لكافة الحقوق للمعاقين في تاريخ الولايات المتحدة.

## المعارض والمجموعات
افتتح متحف سميثسونيان الوطني في الولايات المتحدة معرضًا للاحتفال بالذكرى العاشرة للقانون الأمريكي للمعاقين، افتتح المعرض من 6 يوليو عام 2000 حتى 23 يوليو عام 2001.